# Tidal Basin
Het Tidal Basin is een kunstmatig meer, gelegen in de Amerikaanse stad Washington D.C. tussen de rivier Potomac en het Washington Channel. Het maakt deel uit van het West Potomac Park en is een belangrijk onderdeel van het National Cherry Blossom Festival dat elk voorjaar gehouden wordt. Rondom het meer liggen het Jefferson Memorial, het Martin Luther King, Jr. National Memorial, het Franklin Delano Roosevelt Memorial, en het George Mason Memorial.

## Geschiedenis

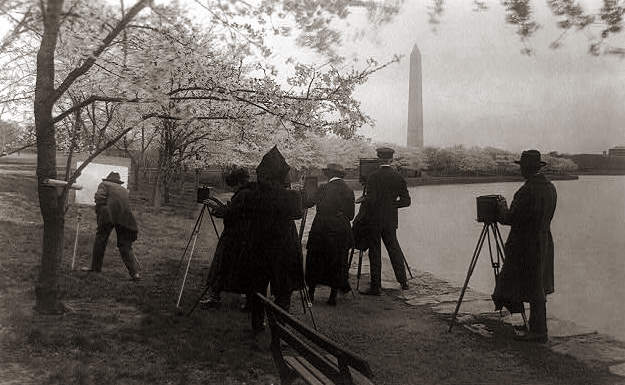
Het Tidal Basin begin 20e eeuw

Het idee voor het Tidal Basin ontstond in de jaren 80 van de 19e eeuw. Het meer moest het Washington Channel van water voorzien en zo verbinden met de Potomac. Peter Conover Hains, een ingenieur van het Amerikaanse leger, ontwierp het meer en hield toezicht op het aanleggen ervan.

## Ontwerp
Het meer is ontworpen om tweemaal per dag, tijdens vloed, 950.000 kubieke meter aan water op te vangen. De instroom vindt plaats via de Potomac. Tijdens de vloed staan de sluizen aan de kant van het kanaal dicht om zo de stroom van water en sediment richting het kanaal tegen te gaan. Tijdens eb worden de sluizen naar het kanaal geopend. Siltopbouw wordt door het water dat van het meer naar het kanaal stroomt weggespoeld. De sluizen worden beheerd door het U.S. Army Corps of Engineers.